# Snooker Shoot Out

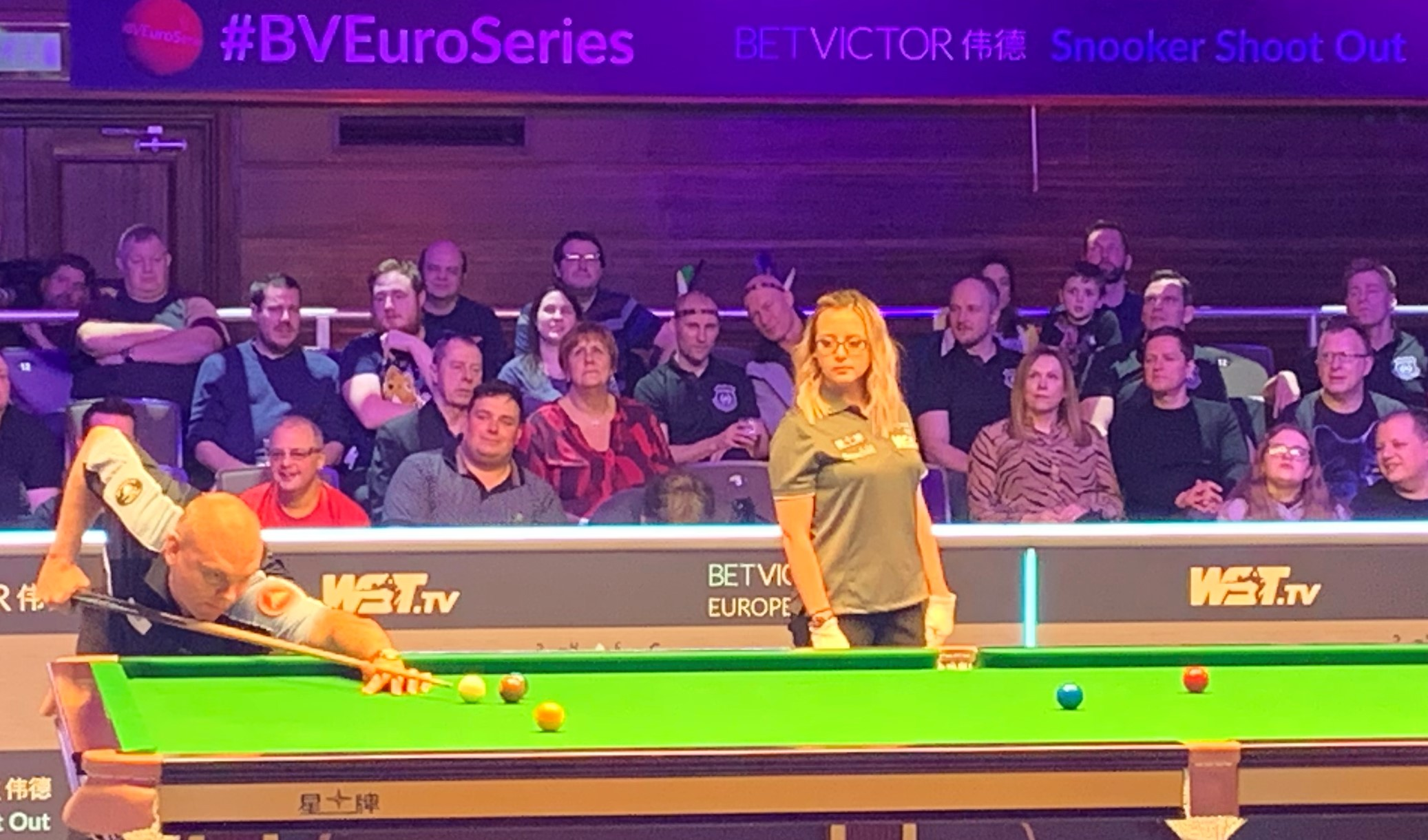
Snooker Shoot Out 2020 w Bingham

Snooker Shoot Out – początkowo nierankingowy turniej snookerowy bazujący na zmodyfikowanych zasadach gry, zainaugurowany w styczniu 2011 roku. Sponsorem rozgrywek jest firma Caesarscasino.com. Do 2016 roku w turnieju brało udział 64 zawodników.
Od 2017 stał się turniejem rankingowym. Sponsorem głównym była firma BetVictor. W tym roku po raz pierwszy wzięło w nim udział 128 zawodników. Po pierwszym sezonie postanowiono przeprowadzić głosowanie wśród zawodników, czy turniej powinien zostać włączony do cyklu także w sezonie 2017/18. 72% zawodników zagłosowało za pozostawieniem turnieju.

## Zasady gry
Układ bil i stół są identyczne jak przy tradycyjnym snookerze. Występują następujące różnice względem klasycznych zasad gry:
- Mecz rozpoczyna się od pojedynku o rozbicie (lag), polegającym na próbie umieszczenia przez zawodnika swojej białej bili jak najbliżej dolnej bandy po jej uprzednim odbiciu od górnej bandy. Zwycięzca pojedynku decyduje kto ma rozbijać.
- Na mecz składa się jeden frame, który trwa 10 minut.
- Przez pierwsze 5 minut gracze mają po 15 sekund na uderzenie, przez następne 5 minut po 10 sekund. Brak wbicia w tym czasie to faul za co najmniej 5 punktów (więcej, jeśli wbijana miała być wyższa bila).
- Każde zagranie musi doprowadzić do uderzenia jednej z bil o bandę lub zakończyć się wbiciem. Tym samym nie można m.in. dotaczać białej do trójkąta, ale można zagrać stop-ball.
- Po każdym faulu przeciwnik faulującego gracza ma możliwość rozpoczęcia gry z bilą białą "w ręce”, tj. z dowolnie wybranego miejsca na stole.
- W przypadku remisu decyduje dogrywka na bili niebieskiej. Gracze wbijają bilę niebieską ustawioną na swoim punkcie przy pomocy bili białej ustawionej w polu D.
- W niektórych warunkach sędzia może wstrzymać zarówno zegar odliczający czas na zagranie, jak i czas meczu. Może skorzystać z tego prawa m.in. gdy gracz zostanie rozproszony lub gdy sędzia potrzebuje więcej czasu na podjęcie decyzji.

Istnieją również nieformalne różnice w grze w Shoot out. Publiczność może głośno kibicować graczom (w tradycyjnym snookerze osoby przeszkadzające mogą być wyproszone z sali). Dodatkowo są też pewne tradycje m.in. publiczność buczy przy wbijaniu niebieskiej bili (środkowej), a wiwatuje przy wbijaniu żółtej (najmniej punktowanej).

## Zwycięzcy finałów
| Rok                               | Zwycięzca          | Przeciwnik      | Wynik     | Sezon     |
| Shoot-Out                         | Shoot-Out          | Shoot-Out       | Shoot-Out | Shoot-Out |
| --------------------------------- | ------------------ | --------------- | --------- | --------- |
| 1990                              | Darren Morgan      | Mike Hallett    | 2–1       | 1990/91   |
| Snooker Shoot-Out (nierankingowy) |                    |                 |           |           |
| 2011                              | Nigel Bond         | Robert Milkins  | 62–23     | 2010/11   |
| 2012                              | Barry Hawkins      | Graeme Dott     | 61–23     | 2011/12   |
| 2013                              | Martin Gould       | Mark Allen      | 104–0     | 2012/13   |
| 2014                              | Dominic Dale       | Stuart Bingham  | 77–19     | 2013/14   |
| 2015                              | Michael White      | Xiao Guodong    | 54–48     | 2014/15   |
| 2016                              | Robin Hull         | Luca Brecel     | 50–36     | 2015/16   |
| Snooker Shoot-Out (rankingowy)    |                    |                 |           |           |
| 2017                              | Anthony McGill     | Xiao Guodong    | 67–19     | 2016/17   |
| 2018                              | Michael Georgiou   | Graeme Dott     | 67–56     | 2017/18   |
| 2019                              | Thepchaiya Un-Nooh | Michael Holt    | 74–0      | 2018/19   |
| 2020                              | Michael Holt       | Zhou Yuelong    | 64–1      | 2019/20   |
| 2021                              | Ryan Day           | Mark Selby      | 67–24     | 2020/21   |
| 2022                              | Hossein Vafaei     | Mark Williams   | 71–0      | 2021/22   |
| 2023                              | Chris Wakelin      | Julien Leclercq | 119–0     | 2022/23   |
| 2023 (2)                          | Mark Allen         | Cao Yupeng      | 65–4      | 2023/24   |
| 2024                              | Tom Ford           | Liam Graham     | 31–28     | 2024/25   |

## Rekordy
W turnieju rozgrywanym w grudniu 2023 w meczu pierwszej rundy przeciwko Bulcsú Révészowi Shaun Murphy wbił jedyny w historii turniejów Shoot Out break maksymalny (147 punktów).
W 2024 w meczu Elliota Slessora z Mostafą Dorghamem padł najniższy sumaryczny wynik meczu 8 punktów, a Slessor zwyciężył najniższym wynikiem 7-1.